# Erhard Cellius

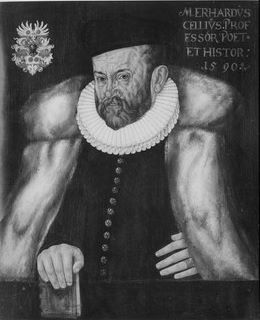
Erhard Cellius – Ölbildnis von Hans Ulrich Alt in der Tübinger Professorengalerie, 1590

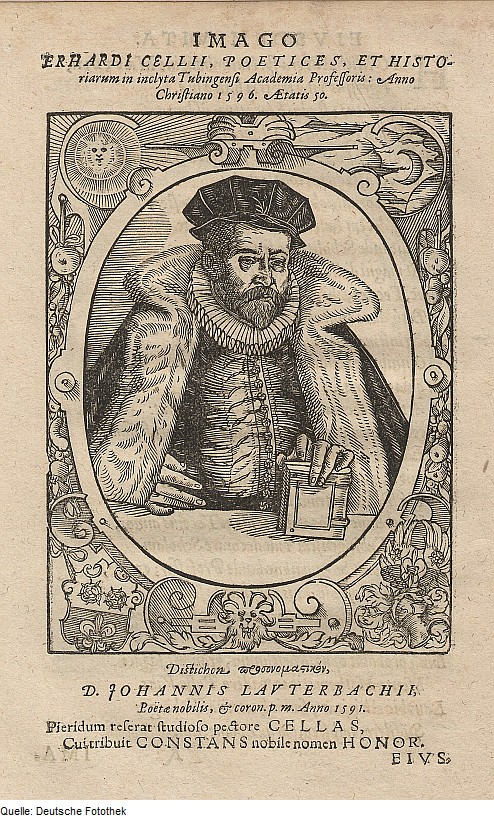
Erhard Cellius auf einem Holzschnitt in dem von ihm herausgegebenen Buch Imagines professorum Tubingensium

Erhard Cellius, ursprünglich Ehrhard Horn (* 10. Januar 1546 in Zell in der Pfalz; † 9. Juni 1606 in Tübingen), war ein deutscher Philologe (Professor der lateinischen Sprache und Dichtung), Drucker und Verleger sowie Historiker.

## Leben
Erhard Cellius erhielt seine Gymnasialausbildung in Mainz und Düsseldorf. Er studierte 1564 bis 1567 an der Universität Tübingen und erwarb dort 1565 das Bakkalaureat sowie 1567 die Magisterwürde und war 1568 bis 1588 Rektor des dortigen Contuberniums (Burse). 1569 wurde er Professor für lateinische Sprache am Pädagogium. 1582 trat er die Stelle des nach Laibach abgegangenen Nicodemus Frischlin als außerordentlicher Professor der Poetik und Geschichte an der Artistenfakultät an, 1587 wurde er ordentlicher Professor für Beredsamkeit.
Ab 1596 war er Eigentümer einer Druckerei in Tübingen, die dann über seinen Sohn Johann Alexander und nachfolgend seine 1623 verwitwete Schwiegertochter Anna Maria von Philibert Brunn senior und junior weitergeführt wurde und aus der später die Osiandersche Buchhandlung hervorgegangen ist. Er ist der Verfasser vieler akademischer Gelegenheitsschriften und gab eine Sammlung von kurzen Lebensbeschreibungen der Tübinger Professoren von 1577 bis 1595 mit selbstgefertigten Holzschnitten heraus, die unter dem Titel Imagines professorum Tubingensium in seinem Verlag erschienen sind. Seine Vorlesungen befassten sich mit griechischen und römischen Klassikern, Rhetorik und Geschichte und galten als langweilig.